# BMW PGA Championship
Die BMW PGA Championship ist ein Herren-Golfturnier der European Tour. Sie wurde 1955 von der britischen Professional Golfers’ Association gegründet und ursprünglich als British PGA Championship bezeichnet. Seitdem besaß sie mehrere Sponsornamen, wobei der Zusatz „PGA Championship“ oftmals ein Bestandteil des Namens blieb.
Die BMW PGA Championship wird jedes Jahr im Mai auf dem West Course im Wentworth Club im englischen Surrey ausgetragen. Da die PGA European Tour hier ihren Hauptsitz hat und sie daher als das Heimturnier der Tour gilt, wird die BMW PGA Championship oft als ihr Flaggschiff-Event angesehen. Normalerweise wurden bei keiner anderen von der Tour organisierten Veranstaltung höhere Preisgelder ausgeschüttet, was sich jedoch 2009 mit der Einführung des Race to Dubai und der mit 10 Millionen Dollar dotierten Dubai World Championship am Ende der Saison änderte. Es gibt auf der European Tour noch lukrativere Turniere, wie etwa die Majors und die World Golf Championships, diese werden jedoch von anderen Veranstaltern organisiert. Mit einem Minimum von 64 Rangpunkten für den Gewinner besitzt das Turnier zudem einen hohen Stellenwert in der offiziellen Golfweltrangliste.
Im Jahr 2000 schaffte Colin Montgomerie als einziger einen Titel-Hattrick.

## Siegerliste
| Jahr                              | Kurs                        | Sieger                | Nationalität         | Ergebnis             | Vorsprung            |              |
| BMW PGA Championship              | BMW PGA Championship        | BMW PGA Championship  | BMW PGA Championship | BMW PGA Championship | BMW PGA Championship |              |
| --------------------------------- | --------------------------- | --------------------- | -------------------- | -------------------- | -------------------- | ------------ |
| 2024                              | Wentworth Club              | Billy Horschel        | Vereinigte Staaten   | 268 (−20)            | Playoff (2. Loch)    |              |
| 2023                              | Wentworth Club              | Ryan Fox              | Neuseeland           | 270 (−18)            | 1 Schlag             |              |
| 2022**                            | Wentworth Club              | Shane Lowry           | Irland               | 199 (−17)            | 1 Schlag             |              |
| 2021                              | Wentworth Club              | Billy Horschel        | Vereinigte Staaten   | 269 (−19)            | 1 Schlag             |              |
| 2020                              | Wentworth Club              | Tyrrell Hatton        | England              | 269 (−19)            | 4 Schläge            |              |
| 2019                              | Wentworth Club              | Danny Willett         | England              | 268 (−20)            | 3 Schläge            |              |
| 2018                              | Wentworth Club              | Francesco Molinari    | Italien              | 271 (−17)            | 2 Schläge            |              |
| 2017                              | Wentworth Club              | Alex Noren            | Schweden             | 277 (−11)            | 2 Schläge            |              |
| 2016                              | Wentworth Club              | Chris Wood            | England              | 279 (−9)             | 1 Schlag             |              |
| 2015                              | Wentworth Club              | An Byeong-hun         | Südkorea             | 267 (−21)            | 6 Schläge            |              |
| 2014                              | Wentworth Club              | Rory McIlroy          | Nordirland           | 274 (−14)            | 1 Schlag             |              |
| 2013                              | Wentworth Club              | Matteo Manassero      | Italien              | 278 (−10)            | Playoff (4. Loch)    |              |
| 2012                              | Wentworth Club              | Luke Donald (2)       | England              | 273 (−15)            | 1 Schlag             |              |
| 2011                              | Wentworth Club              | Luke Donald (1)       | England              | 278 (−6)             | Playoff (1. Loch)    |              |
| 2010                              | Wentworth Club              | Simon Khan            | England              | 278 (−6)             | 1 Schlag             |              |
| 2009                              | Wentworth Club              | Paul Casey            | England              | 271 (−17)            | 1 Schlag             |              |
| 2008                              | Wentworth Club              | Miguel Ángel Jiménez  | Spanien              | 277 (−11)            | Playoff (2. Loch)    |              |
| 2007                              | Wentworth Club              | Anders Hansen (2)     | Dänemark             | 280 (−8)             | Playoff (1. Loch)    |              |
| BMW Championship                  |                             |                       |                      |                      |                      |              |
| 2006                              | Wentworth Club              | David Howell          | England              | 271 (−17)            | 5 Schläge            |              |
| 2005                              | Wentworth Club              | Ángel Cabrera         | Argentinien          | 273 (−15)            | 2 Schläge            |              |
| Volvo PGA Championship            |                             |                       |                      |                      |                      |              |
| 2004                              | Wentworth Club              | Scott Drummond        | Schottland           | 269 (−19)            | 2 Schläge            |              |
| 2003                              | Wentworth Club              | Ignacio Garrido       | Spanien              | 270 (−18)            | Playoff (1. Loch)    |              |
| 2002                              | Wentworth Club              | Anders Hansen (1)     | Dänemark             | 269 (−19)            | 5 Schläge            |              |
| 2001                              | Wentworth Club              | Andrew Oldcorn        | Schottland           | 272 (−16)            | 2 Schläge            |              |
| 2000                              | Wentworth Club              | Colin Montgomerie (3) | Schottland           | 271 (−17)            | 3 Schläge            |              |
| 1999                              | Wentworth Club              | Colin Montgomerie (2) | Schottland           | 270 (−18)            | 5 Schläge            |              |
| 1998                              | Wentworth Club              | Colin Montgomerie (1) | Schottland           | 274 (−14)            | 1 Schlag             |              |
| 1997                              | Wentworth Club              | Ian Woosnam (2)       | Wales                | 275 (−13)            | 2 Schläge            |              |
| 1996                              | Wentworth Club              | Costantino Rocca      | Italien              | 274 (−14)            | 2 Schläge            |              |
| 1995                              | Wentworth Club              | Bernhard Langer (3)   | Deutschland          | 279 (−9)             | 1 Schlag             |              |
| 1994                              | Wentworth Club              | José María Olazábal   | Spanien              | 271 (−17)            | 1 Schlag             |              |
| 1993                              | Wentworth Club              | Bernhard Langer (2)   | Deutschland          | 274 (−14)            | 6 Schläge            |              |
| 1992                              | Wentworth Club              | Tony Johnstone        | Simbabwe             | 272 (−16)            | 2 Schläge            |              |
| 1991                              | Wentworth Club              | Seve Ballesteros (2)  | Spanien              | 271 (−17)            | Playoff (1. Loch)    |              |
| 1990                              | Wentworth Club              | Mike Harwood          | Australien           | 271 (−17)            | 1 Schlag             |              |
| 1989                              | Wentworth Club              | Nick Faldo (4)        | England              | 272 (−16)            | 2 Schläge            |              |
| 1988                              | Wentworth Club              | Ian Woosnam (1)       | Wales                | 274 (−14)            | 2 Schläge            |              |
| Whyte & Mackay PGA Championship   |                             |                       |                      |                      |                      |              |
| 1987                              | Wentworth Club              | Bernhard Langer (1)   | BR Deutschland       | 270 (−18)            | 4 Schläge            |              |
| 1986                              | Wentworth Club              | Rodger Davis          | Australien           | 281 (−7)             | Playoff              |              |
| 1985                              | Wentworth Club              | Paul Way              | England              | 282 (−6)             | Playoff              |              |
| 1984*                             | Wentworth Club              | Howard Clark          | England              | 204 (−12)            | 2 Schläge            |              |
| Sun Alliance PGA Championship     |                             |                       |                      |                      |                      |              |
| 1983                              | Royal St George’s Golf Club | Seve Ballesteros (1)  | Spanien              | 278 (−10)            | 2 Schläge            |              |
| 1982                              | Hillside Golf Club          | Tony Jacklin (2)      | England              | 284 (−4)             | Playoff              |              |
| 1981                              | Ganton Golf Club            | Nick Faldo (3)        | England              | 274 (−10)            | 4 Schläge            |              |
| 1980                              | Royal St George’s Golf Club | Nick Faldo (2)        | England              | 283 (+3)             | 1 Schlag             |              |
| Colgate PGA Championship          |                             |                       |                      |                      |                      |              |
| 1979                              | St Andrews Links            | Vicente Fernández     | Argentinien          | 288 (E)              | 1 Schlag             |              |
| 1978                              | Royal Birkdale Golf Club    | Nick Faldo (1)        | England              | 278 (−10)            | 7 Schläge            |              |
| Penfold PGA Championship          |                             |                       |                      |                      |                      |              |
| 1977                              | Royal St George’s Golf Club | Manuel Piñero         | Spanien              | 283 (+3)             | 3 Schläge            |              |
| 1976                              | Royal St George’s Golf Club | Neil Coles            | England              | 280 (E)              | Playoff (3. Loch)    |              |
| 1975                              | Royal St George’s Golf Club | Arnold Palmer         | Vereinigte Staaten   | 285 (+5)             | 2 Schläge            |              |
| Viyella PGA Championship          |                             |                       |                      |                      |                      |              |
| 1974                              | Wentworth Club              | Maurice Bembridge     | England              | 278 (−10)            | 1 Schlag             |              |
| 1973                              | Wentworth Club              | Peter Oosterhuis      | England              | 280 (−8)             | 3 Schläge            |              |
| 1972                              | Wentworth Club              | Tony Jacklin (1)      | England              | 279 (−9)             | 3 Schläge            |              |
| Schweppes Open                    |                             |                       |                      |                      |                      |              |
| 1970–71                           | Kein Turnier                | Kein Turnier          | Kein Turnier         | Kein Turnier         | Kein Turnier         | Kein Turnier |
| 1969                              | Ashburnham Golf Club        | Bernard Gallacher     | Schottland           | 293                  | 1 Schlag             |              |
| 1968 (o)                          | Dunbar Golf Club            | David Talbot          | England              | 276                  | 5 Schläge            |              |
| 1967 (o)                          | Hunstanton Golf Club        | Malcolm Gregson       | England              | 275                  | 3 Schläge            |              |
| Piccadilly PGA Close Championship |                             |                       |                      |                      |                      |              |
| 1968 (c)                          | Royal Mid-Surrey Golf Club  | Peter Townsend        | England              | 275                  | 1 Schlag             |              |
| PGA Close Championship            |                             |                       |                      |                      |                      |              |
| 1967 (c)                          | Thorndon Park Golf Club     | Brian Huggett         | Wales                | 271                  | 8 Schläge            |              |
| Schweppes PGA Close Championship  |                             |                       |                      |                      |                      |              |
| 1966                              | Saunton Golf Club           | Guy Wolstenholme      | England              | 278                  | 4 Schläge            |              |
| 1965                              | Prince’s Golf Club          | Peter Alliss (3)      | England              | 286                  | Playoff (1. Loch)    |              |
| 1964                              | Western Gailes Golf Club    | Tony Grubb            | England              | 287                  | 2 Schläge            |              |
| 1963                              | Royal Birkdale Golf Club    | Peter Butler          | England              | 306                  | 2 Schläge            |              |
| 1962                              | Little Aston Golf Club      | Peter Alliss (2)      | England              | 287                  | 1 Schlag             |              |
| 1961                              | Royal Mid-Surrey Golf Club  | Brian Bamford         | England              | 266 (−10)            |                      |              |
| PGA Close Championship            |                             |                       |                      |                      |                      |              |
| 1960*                             | Coventry Golf Club          | Arnold Stickley       | England              | 247                  |                      |              |
| 1959                              | Ashburnham Golf Club        | Dai Rees              | Wales                | 283                  |                      |              |
| 1958                              | Llandudno Golf Club         | Harry Bradshaw        | Irland               | 287                  |                      |              |
| 1957                              | Maesdu Golf Club            | Peter Alliss (1)      | England              | 286                  |                      |              |
| 1956                              | Maesdu Golf Club            | Charlie Ward          | England              | 282                  | Playoff (2 Schläge)  |              |
| 1955                              | Pannal Golf Club            | Ken Bousfield         | England              | 277                  |                      |              |

* – Wegen Regen wurde das Turnier 1960 auf 63 Löcher und 1984 auf 54 Löcher reduziert.

** – Aufgrund des Todes der Königin Elisabeth II. wurde am Freitag nicht gespielt.

(c) & (o) – 1967 und 1968 wurden offene (o) und geschlossene (c) Meisterschaften ausgetragen.

## Mehrfachgewinner
9 Golfer haben das Turnier bisher mehr als einmal gewinnen können.
- 4 Siege:
  - Nick Faldo – 1978, 1980, 1981, 1989

- 3 Siege:
  - Peter Alliss – 1957, 1962, 1965
  - Bernhard Langer – 1987, 1993, 1995
  - Colin Montgomerie – 1998, 1999, 2000

- 2 Siege:
  - Tony Jacklin – 1972, 1982
  - Seve Ballesteros – 1983, 1991
  - Ian Woosnam – 1988, 1997
  - Anders Hansen – 2002, 2007
  - Luke Donald – 2011, 2012

## Fernsehübertragung
Zur Zeit überträgt Sky Sports im Vereinigten Königreich die ersten beiden Runden live, wohingegen BBC nur Highlights sendet. Bei den letzten beiden Finalrunden verhält es sich genau umgekehrt, BBC sendet live und Sky Sports zeigt die Highlights.